# Periconiella liberatas
Periconiella liberatas är en svampart som beskrevs av McKenzie 1982. Periconiella liberatas ingår i släktet Periconiella och familjen Mycosphaerellaceae.   Inga underarter finns listade i Catalogue of Life.